# Ruth Wilson
Pour les articles homonymes, voir Wilson.
Ruth Wilson, née le 13 janvier 1982 à Ashford dans le Surrey, est une actrice britannique.
Passionnée de théâtre, elle fait des débuts remarqués dans le milieu avant d'être révélée au grand public par la série The Affair (2014-2018), qui lui vaut notamment le Golden Globe de la meilleure actrice dans une série télévisée dramatique.

## Biographie

### Jeunesse et formation
Ruth Wilson a grandi dans le Middlesex. Elle est la fille de Nigel Wilson. Elle a trois frères plus âgés qu'elle. Son grand-père, Alexander Wilson (en), mort à Ealing en 1963, était officier au MI6 et auteur d'une vingtaine de romans d'espionnage, dont les protagonistes, le maître espion Leonard Wallace et l'agent Hugh Shannon, préfigurent M et James Bond. Ruth Wilson apprit de sa grand-mère Alison, lorsqu'elle eut 18 ans, qu'il avait mené une double vie digne de ses personnages. Reconnu polygame, (il avait quatre épouses), il fut arrêté pour fraude, vol et port de fausses décorations.
Après des études d'histoire à l'université de Nottingham, elle entre à la London Academy of Music and Dramatic Art (LAMDA) dont elle sort diplômée en 2005.

### Carrière

#### Débuts et révélation au théâtre
Après avoir joué au théâtre dans des pièces classiques comme Macbeth au sein d'une compagnie qu'elle a créée avec des amis, Ruth Wilson fait ses débuts au petit écran en 2006 en incarnant Jane Eyre dans la mini-série de la BBC. Mais sa passion reste le théâtre, où elle prépare ses rôles avec soin : pour Philistines (Les Barbares) de Gorki en 2007, elle a appris le piano. Pour le rôle de Stella Kovalski, qui lui a valu le Laurence Olivier Awards du meilleur second rôle, dans Un tramway nommé Désir de Tennessee Williams en 2009, elle est allée se plonger dans l'atmosphère du Deep South.
Elle participe à diverses fictions et séries britanniques, avant d'être choisie pour le remake américain du Prisonnier où elle campe no 313. Elle revient l'année suivante en Angleterre pour la série policière anglaise Luther, produite par la BBC, aux côtés, entre autres, d'Idris Elba et Indira Varma ; série dans laquelle elle interprète Alice Morgan durant les deux premières saisons. Elle ne revient que pour une petite apparition dans le dernier épisode de la saison 3 (diffusé en 2013) et le premier de la saison 4 (diffusé en 2015).
En 2012, alors qu'elle est à l'affiche de la fresque Anna Karénine de Joe Wright, elle tourne avec Johnny Depp et Helena Bonham Carter dans le blockbuster adapté de The Lone Ranger, qui sort dans les salles durant l'été 2013, mais qui est un échec cinglant. Cette même année, elle évolue aux côtés de Tom Hanks et Emma Thompson pour le biopic américain salué, Dans l'ombre de Mary, puis revient en Angleterre pour prêter sa voix au polar indépendant Locke, porté par Tom Hardy.

#### Passage au premier plan et télévision
C'est à la télévision qu'elle se fait connaître d'une audience mondiale, avec le rôle d'Alison Lockhart dans The Affair, pour lequel elle décroche le Golden Globe 2015 de la meilleure actrice dans une série dramatique dès la première saison.
Entre deux saisons, elle tourne dans quelques longs-métrages : en 2016, elle tient le premier rôle du thriller horrifique diffusé sur la plateforme Netflix, I Am the Pretty Thing That Lives in the House écrit et réalisé par Oz Perkins. La même année, elle tient le rôle-titre de la pièce de théâtre Hedda Gabler, diffusée en direct à la télévision anglaise. Enfin, elle joue un second rôle dans la comédie romantique de science-fiction How to Talk to Girls at Parties, réalisé par l'acclamé John Cameron Mitchell.
En 2017, elle est la tête d'affiche du drame britannique Dark River, de Clio Barnard. Par la suite, en 2018, elle partage l'affiche du thriller fantastique The Little Stranger avec Domhnall Gleeson et Charlotte Rampling. La même année, son départ de The Affair est officialisé au cours de la quatrième saison, alors en diffusion. C'est l'actrice qui aurait demandé à voir son personnage supprimé de la série.
Elle s'engage aussitôt sur deux mini-séries, l'historique Mrs. Wilson, diffusée en 2018, dont elle occupe le rôle-titre, puis la fantastique His Dark Materials, aux côtés de James McAvoy en 2019.
En janvier 2019, les téléspectateurs la retrouvent surtout dans le rôle de la vénéneuse Alice Morgan, face à Idris Elba dans la cinquième saison de Luther, toujours produite par la BBC.

## Vie privée
Concernant la vie privée de Ruth Wilson, on ne sait pas grand chose. Hormis une relation avec Jude Law, très médiatisée du fait de la popularité des deux acteurs britanniques, rien n’est connu de manière concrète sur son statut relationnel. Depuis qu’elle a rompu avec Jude Law après deux ans de relation en 2014, il n’y avait aucune indication forte d’une relation, bien que la rumeur courrût qu'elle fréquenterait Jake Gyllenhaal.

## Théâtre
- 2007 : Philistines (Les Barbares) de Gorki (Royal National Theatre) : Tanya
- 2009 : Un tramway nommé Désir de Tennessee Williams (Donmar Warehouse) : Stella Kovalski
- 2010 : Through A Glass Darkly, adaptation de À travers le miroir (Almeida Theatre) : Karin
- 2012 : Anna Christie de Eugene O'Neill au Donmar Wareho
- 2015 : Constellations de Michael Longhurst au Samuel J. Friedman Theatre : Marianne[8]
- 2017 : Hedda Gabler de Henrik Ibsen - mise en scène de Ivo Van Hove au National Theatre de Londres[9]
- 2019 : King Lear de Sam Gold au Cort Theatre : Cordelia[8]

## Filmographie

### Cinéma

#### Courts métrages
- 2007 : Get Off My Land de Douglas Ray : La femme
- 2015 : Eleanor de Tobias Ross-Southall et Alex Warren : Eleanor
- 2016 : The Complete Walk : All's Well That Ends Well de Sam Yates : Helena
- 2017 : The Dying Hours d'Alex Warren : Ellie

#### Longs métrages
- 2012 : Anna Karénine (Anna Karenina) de Joe Wright : Princesse Betsy Tverskoy
- 2013 : Lone Ranger : Naissance d'un héros (The Lone Ranger) de Gore Verbinski : Rebecca Reid
- 2013 : Locke de Steven Knight : Katrina (voix)
- 2013 : Dans l'ombre de Mary (Saving Mr. Banks) de John Lee Hancock : Margaret Goff
- 2014 : Suite française de Saul Dibb : Madeleine Labarie
- 2016 : I Am the Pretty Thing That Lives in the House de Oz Perkins : Lily
- 2016 : How to Talk to Girls at Parties de John Cameron Mitchell : Stella
- 2017 : Dark River de Clio Barnard : Alice
- 2018 : The Little Stranger de Lenny Abrahamson : Caroline Ayres
- 2021 : True Things de Harry Wootliff : Kate
- 2021 : Oslo de Bartlett Sher : Mona Juul
- 2022 : Coup de théâtre (See How They Run) de Tom George : Petula Spencer

### Télévision

#### Séries télévisées
- 2006 : Jane Eyre : Jane Eyre
- 2006-2007 : Les flingueuses (Suburban Shootout) : Jewel Diamond
- 2007 : Miss Marple (Agatha Christie's Marple) : Georgina Barrow
- 2008 : Freezing (en) : Alison Fennel
- 2009 : Le Prisonnier (The Prisoner) : no 313
- 2010-2019 : Luther : Alice Morgan
- 2014-2019 : The Affair : Alison Lockhart
- 2018 : Mrs Wilson : Alison Wilson
- 2019-2022 : His Dark Materials : À la croisée des mondes : Marisa Coulter

#### Téléfilms
- 2007 : A Real Summer de Stephen Poliakoff : Mary Gilbert / Geraldine
- 2007 : Capturing Mary de Stephen Poliakoff : Mary jeune
- 2008 : The Doctor Who Hears Voices de Leo Regan : Dr Ruth
- 2009 : Small Island de John Alexander : Queenie

## Voix françaises
En France
| - Ingrid Donnadieu dans : - Luther (série télévisée) - Lone Ranger : Naissance d'un héros - Dans l'ombre de Mary - The Affair (série télévisée) - I Am the Pretty Thing That Lives in the House - The Little Stranger - Mrs Wilson (mini-série) - His Dark Materials : À la croisée des mondes (série télévisée) - Oslo (téléfilm) - Coup de théâtre - The Woman in the Wall (en) (série télévisée) | Et aussi - Karine Foviau dans Les Flingueuses (série télévisée) - Véronique Desmadryl dans Le Prisonnier (mini-série) - Juliette Allain dans Suite française |

## Distinctions
Sauf indication contraire ou complémentaire, les informations mentionnées dans cette section proviennent des bases de données IMDb et IBDb.

### Récompenses
- Laurence Olivier Awards 2010 : meilleur second rôle pour Un tramway nommé Désir
- Laurence Olivier Awards 2012 : meilleure actrice pour Anna Christie
- Golden Globes 2015 : meilleure actrice dans une série dramatique pour The Affair
- Harper's Bazaar Women of the Year Awards 2015 : meilleure performance pour The Affair

### Nominations
- 60e cérémonie des British Academy Film Awards 2007 : meilleure actrice pour Jane Eyre
- Broadcasting Press Guild 2007 : meilleure actrice pour Jane Eyre
- 12e cérémonie des Satellite Awards 2007 : meilleure actrice dans une mini-série ou un téléfilm pour Jane Eyre
- 65e cérémonie des Golden Globes 2008 : meilleure actrice dans une mini-série ou un téléfilm pour Jane Eyre
- 15e cérémonie des Satellite Awards 2010 : meilleure actrice dans une mini-série ou un téléfilm pour Luther
- Crime Thriller Awards 2011 : meilleure actrice dans un second rôle pour Luther
- Crime Thriller Awards 2013 : meilleure actrice dans un second rôle pour Luther
- Phoenix Film Critics Society Awards 2013 : meilleure distribution pour Dans l'ombre de Mary
- 18e cérémonie des Satellite Awards 2014 : meilleure actrice dans une série télévisée dramatique pour The Affair
- 20e cérémonie des Satellite Awards 2016 : meilleure actrice dans une série télévisée dramatique pour The Affair
- British Independent Film Awards 2017 : meilleure actrice pour Dark River
- 21e cérémonie des Satellite Awards 2017 : meilleure actrice dans une série télévisée dramatique pour The Affair